# Shrek (Filmreihe)
Die Shrek-Filmreihe, auch bekannt als das Shrek-Universum, ist eine Sammlung von animierten Filmen und Medien, die sich um die Figur Shrek drehen, einen grünen Oger, der in einem fiktiven Königreich in einem Sumpf lebt. Sie basiert auf dem Kinder-Bilderbuch Shrek! (1990) von William Steig.
Die Reihe umfasst vier Kinofilme: Shrek – Der tollkühne Held (2001), Shrek 2 – Der tollkühne Held kehrt zurück (2004), Shrek der Dritte (2007) und Für immer Shrek (2010) sowie zwei Ableger, Der gestiefelte Kater (2011) und Der gestiefelte Kater: Der letzte Wunsch (2022).
Außerdem existieren die Kurzfilme Shrek 4-D (2003), Oh du Shrekliche (2008), Er-Shrek dich nicht! (2010) und weitere wie Shrek bei der Sumpf-Karaoke-Party (2001), Weit Weit Weg Idol (2004), Esels Weihnachts-Shrektakel (2010), Shreks Weihnachtskalender (2010), Thriller-Nacht (2011) und Ein Schwein im Vollmond (2011). Mit der Figur des gestiefelten Katers wurden der Kurzfilm Der gestiefelte Kater: Die drei Diablos (2012) sowie die Fernsehserie Der gestiefelte Kater – Abenteuer in San Lorenzo produziert, die 2015 bis 2018 lief. Weiterhin hatten die Filme eine Reihe von Videospielen, ein Musical sowie verschiedene Attraktionen in Vergnügungsparks zur Folge.

## Kinofilme
| Titel                                     | Veröffentlichungsdatum | Regie                                       | Drehbuch                                                     | Geschichte                                                   | Produktion                                        |
| Hauptreihe                                | Hauptreihe             | Hauptreihe                                  | Hauptreihe                                                   | Hauptreihe                                                   | Hauptreihe                                        |
| ----------------------------------------- | ---------------------- | ------------------------------------------- | ------------------------------------------------------------ | ------------------------------------------------------------ | ------------------------------------------------- |
| Shrek – Der tollkühne Held                | 5. Juli 2001           | Andrew Adamson, Vicky Jenson                | Ted Elliott, Terry Rossio, Joe Stillman, Roger S.H. Schulman | Ted Elliott, Terry Rossio, Joe Stillman, Roger S.H. Schulman | Jeffrey Katzenberg, Aron Warner, John H. Williams |
| Shrek 2 – Der tollkühne Held kehrt zurück | 1. Juli 2004           | Andrew Adamson, Kelly Asbury, Conrad Vernon | Andrew Adamson, Joe Stillman, J. David Stem, David N. Weiss  | Andrew Adamson                                               | David Lipman, Aron Warner, John H. Williams       |
| Shrek der Dritte                          | 21. Juni 2007          | Chris Miller                                | Jeffrey Price, Peter S. Seaman, Chris Miller, Aron Warner    | Andrew Adamson                                               | Aron Warner                                       |
| Für immer Shrek                           | 30. Juni 2010          | Mike Mitchell                               | Josh Klausner, Darren Lemke                                  | Josh Klausner, Darren Lemke                                  | Teresa Cheng, Gina Shay                           |
| Shrek 5                                   | 1. Juli 2026           | Walt Dohrn                                  | Michael McCullers                                            | Chris Meledandri                                             | Chris Meledandri, Gina Shay                       |
| Ableger                                   |                        |                                             |                                                              |                                                              |                                                   |
| Der gestiefelte Kater                     | 8. Dezember 2011       | Chris Miller                                | Tom Wheeler                                                  | Brian Lynch, Will Davies, Tom Wheeler                        | Joe M. Aguilar, Latifa Ouaou                      |
| Der gestiefelte Kater: Der letzte Wunsch  | 22. Dezember 2022      | Joel Crawford                               | Paul Fisher, Tommy Swerdlow                                  | Tommy Swerdlow, Tom Wheeler                                  | Mark Swift                                        |

## Kurzfilme
| Lfd. Nr. | Titel                                                   | Veröffentlichungsdatum | Regie                           | Drehbuch                                                  | Geschichte                                           | Produktion                                         |
| -------- | ------------------------------------------------------- | ---------------------- | ------------------------------- | --------------------------------------------------------- | ---------------------------------------------------- | -------------------------------------------------- |
| 1        | Shrek bei der Sumpf-Karaoke-Party                       | 2. November 2001       | Andrew Adamson & Vicky Jenson   | Andrew Adamson & Vicky Jenson                             | Andrew Adamson & Vicky Jenson                        | Jeffrey Katzenberg, Aron Warner & John H. Williams |
| 2        | Shrek 4-D                                               | 27. Mai 2004           | Simon J. Smith                  | David Lipman                                              | David Lipman                                         | Jeffrey Katzenberg & David Lipman                  |
| 3        | Weit Weit Weg Idol                                      | 5. November 2004       | Simon J. Smith                  | David Lipman                                              | Buchvorlage                                          | David Lipman                                       |
| 4        | Shrek – Oh du Shrekliche                                | 23. Dezember 2007      | Gary Trousdale                  | Gary Trousdale, Sean Bishop, Theresa Cullen & Bill Riling | Buchvorlage                                          | Teresa Cheng & Gina Shay                           |
| 5        | Esels Weihnachtsshrektakel                              | 7. Dezember 2010       | Walt Dohrn                      | Walt Dohrn & Ryan Crego                                   | Buchvorlage                                          | Teresa Cheng & Gina Shay                           |
| 6        | Shreks Weihnachtskalender                               | 7. Dezember 2010       | Walt Dohrn                      | N/A                                                       | N/A                                                  | N/A                                                |
| 7        | Er-Shrek dich nicht!                                    | 28. Oktober 2010       | Gary Trousdale                  | Gary Trousdale & Sean Bishop                              | Claire Morrissey, Robert Porter & Sean Bishop        | Karen Foster                                       |
| 8        | Shrek – Thriller-Nacht                                  | 13. September 2011     | Sean Bishop & Gary Trousdale    | Sean Bishop                                               | Elaine Rogan, David Feiss, Tom Shannon & Mark Walton | Karen Foster                                       |
| 9        | Shrek – Ein Schwein im Vollmond                         | 4. Oktober 2011        | Gary Trousdale                  | Sean Bishop & Gary Trousdale                              | Ken Bielenberg                                       | Karen Foster                                       |
| 10       | Der gestiefelte Kater: Die drei Diablos                 | 24. Februar 2012       | Raman Hui                       | Tom Wheeler                                               | N/A                                                  | Gina Shay                                          |
| 11       | Der gestiefelte Kater und das magische Buch             | 20. Juni 2017          | Roy Burdine & Johnny Castuciano | Doug Langdale & Greg White                                | Doug Langdale & Greg White                           | N/A                                                |
| 12       | Der gestiefelte Kater: Der letzte Wunsch – Der Dreizack | 21. Februar 2023       | Matt Flynn                      | N/A                                                       | N/A                                                  | Angie Howard                                       |

## Wiederkehrende Charaktere
| Rolle                        | Film                                        | Film                                      | Film                | Film                | Film                  | Film                                     | Synchronisation                                        |
| Rolle                        | Shrek – Der tollkühne Held                  | Shrek 2 – Der tollkühne Held kehrt zurück | Shrek der Dritte    | Für immer Shrek     | Der gestiefelte Kater | Der gestiefelte Kater: Der letzte Wunsch | Synchronisation                                        |
| ---------------------------- | ------------------------------------------- | ----------------------------------------- | ------------------- | ------------------- | --------------------- | ---------------------------------------- | ------------------------------------------------------ |
| Shrek                        | Mike Myers                                  | Mike Myers                                | Mike Myers          | Mike Myers          |                       | Cameo                                    | Sascha Hehn                                            |
| Prinzessin Fiona             | Cameron Diaz                                | Cameron Diaz                              | Cameron Diaz        | Cameron Diaz        |                       |                                          | Esther Schweins                                        |
| Esel                         | Eddie Murphy                                | Eddie Murphy                              | Eddie Murphy        | Eddie Murphy        |                       | Cameo                                    | Randolf Kronberg Dennis Schmidt-Foß 2                  |
| Pfefferkuchenmann            | Conrad Vernon                               | Conrad Vernon                             | Conrad Vernon       | Conrad Vernon       |                       | Conrad Vernon                            | Santiago Ziesmer                                       |
| Pinocchio                    | Cody Cameron                                | Cody Cameron                              | Cody Cameron        | Cody Cameron        |                       | Cody Cameron                             | Gerald Schaale                                         |
| Die drei kleinen Schweinchen | Cody Cameron                                | Cody Cameron                              | Cody Cameron        | Cody Cameron        |                       |                                          | Tom Deininger                                          |
| Der große böse Wolf          | Aron Warner                                 | Aron Warner                               | Aron Warner         | Aron Warner         |                       |                                          | Wolfgang Kühne Engelbert von Nordhausen 3              |
| Die drei blinden Mäuse       | Christopher KnightsSimon J. SmithMike Myers | Christopher Knights                       | Christopher Knights | Christopher Knights |                       |                                          | Tom Deininger 1Reinhard KuhnertTill Hagen Thomas Rau 2 |
| Zauberspiegel                | Chris Miller                                | Chris Miller                              |                     |                     |                       | Chris Miller                             | Michael Nowka                                          |
| Lord Farquaad                | John Lithgow                                |                                           | Archiv              | Cameo               |                       |                                          | Rufus Beck                                             |
| Geppetto                     | Chris Miller                                |                                           |                     |                     |                       | Chris Miller                             | Wolf Rüdiger Reutermann                                |
| Kleiner Bär                  | Bobby Block                                 |                                           |                     |                     |                       | Samson Kayo                              | Mijail Vladimir Verona Leonhard Mahlich 5              |
| Der gestiefelte Kater        |                                             | Antonio Banderas                          | Antonio Banderas    | Antonio Banderas    | Antonio Banderas      | Antonio Banderas                         | Benno Fürmann                                          |
| König Harold                 |                                             | John Cleese                               | John Cleese         | John Cleese         |                       |                                          | Thomas Danneberg                                       |
| Königin Lillian              |                                             | Julie Andrews                             | Julie Andrews       |                     |                       |                                          | Marie-Luise Marjan                                     |
| Prinz Charming               |                                             | Rupert Everett                            | Rupert Everett      |                     |                       |                                          | Tom Vogt                                               |
| Captain Hook                 |                                             | Tom WaitsNick Cave S                      | Ian McShane         |                     |                       |                                          | Friedemann Benner                                      |
| Doris                        |                                             | Larry King                                | Larry King          | Larry King          |                       |                                          | Manfred Lehmann                                        |
| Muffin-Man                   |                                             | Conrad Vernon                             | Conrad Vernon       | Conrad Vernon       |                       |                                          | N/A                                                    |
| Mabel                        |                                             |                                           | Regis Philbin       | Regis Philbin       |                       |                                          | Lutz Schnell                                           |
| Rumpelstilzchen              |                                             |                                           | Conrad Vernon       | Walt Dohrn          |                       |                                          | Eberhard Prüter Bernhard Hoëcker 3                     |
| Kitty Samtpfote              |                                             |                                           |                     |                     | Salma Hayek           | Salma Hayek                              | Carolina Vera                                          |

## Rezeption

### Einspielergebnisse
Mit einem Gesamteinspielergebnis von ca. 4 Milliarden US-Dollar befindet sich die Filmreihe auf Platz 13 weltweit. In Deutschland ist sie mit einem Einspielergebnis von 160 Millionen Dollar auf dem 13. Platz (Stand: 10. Mai 2023).
| Film                                      | Einspielergebnisse in US-Dollar | Einspielergebnisse in US-Dollar | Einspielergebnisse in US-Dollar | Budget        |
| Film                                      | Nordamerika                     | Deutschland                     | Weltweit                        | Budget        |
| ----------------------------------------- | ------------------------------- | ------------------------------- | ------------------------------- | ------------- |
| Shrek – Der tollkühne Held                | 268.163.011                     | 17.028.144                      | 488.441.368                     | 60 Millionen  |
| Shrek 2 – Der tollkühne Held kehrt zurück | 441.226.247                     | 33.988.792                      | 928.760.770                     | 150 Millionen |
| Shrek der Dritte                          | 322.719.944                     | 30.774.514                      | 813.367.380                     | 160 Millionen |
| Für immer Shrek                           | 238.736.787                     | 24.972.735                      | 752.600.867                     | 165 Millionen |
| Hauptreihe:                               | 1.270.845.989                   | 106.764.185                     | 2.983.170.385                   | 535 Millionen |
| Der gestiefelte Kater                     | 149.260.504                     | 34.002.212                      | 554.987.477                     | 130 Millionen |
| Der gestiefelte Kater: Der letzte Wunsch  | 185.535.345                     | 19.308.374                      | 480.533.490                     | 90 Millionen  |
| Ableger:                                  | 334.795.849                     | 53.310.586                      | 1.035.520.967                   | 220 Millionen |
| Gesamt:                                   | 1.605.641.838                   | 160.074.771                     | 4.018.691.352                   | 755 Millionen |

### Kritiken
Die ersten beiden Filmen konnten Filmfans und Kritiker gleichermaßen überzeugen. Der dritte und vierte Film wurden etwas schlechter bewertet. Doch mit den Ablegern erntete die Filmreihe wieder gute Kritiken (Stand: 18. Dezember 2023).
| Film                                      | Rotten Tomatoes      | Metacritic        | IMDb                       |
| ----------------------------------------- | -------------------- | ----------------- | -------------------------- |
| Shrek – Der tollkühne Held                | 88 % (211 Kritiken)0 | 84 (34 Kritiken)0 | 7,9 (718.915 Bewertungen)0 |
| Shrek 2 – Der tollkühne Held kehrt zurück | 89 % (237 Kritiken)0 | 75 (40 Kritiken)0 | 7,3 (494.769 Bewertungen)0 |
| Shrek der Dritte                          | 42 % (212 Kritiken)  | 58 (35 Kritiken)  | 6,1 (326.614 Bewertungen)  |
| Für immer Shrek                           | 57 % (200 Kritiken)  | 58 (35 Kritiken)  | 6,3 (220.592 Bewertungen)  |
| Der gestiefelte Kater                     | 86 % (154 Kritiken)  | 65 (24 Kritiken)  | 6,6 (188.309 Bewertungen)  |
| Der gestiefelte Kater: Der letzte Wunsch  | 95 % (192 Kritiken)  | 73 (29 Kritiken)  | 7,8 (162.953 Bewertungen)  |